# پنیک! ات د دیسکو
پنیک! ات د دیسکو (به انگلیسی: Panic! At the Disco) پروژه انفرادی خواننده و نوازنده آمریکایی، برندن یوری است.
پنیک ات د دیسکو در ابتدا یک گروه موسیقی پاپ راک بود که توسط برندن یوری، رایان راس، اسپنسر اسمیث و برنت ویلسون در لاس وگاس، نوادا تشکیل شد. آن‌ها اولین دموی کارهای خود را هنگام دبیرستان ضبط کردند. کمی بعد، این بند اولین آلبوم استودیویی خود را به نام تبی که نمی‌توانی عرق کنی (۲۰۰۵) ضبط و منتشر کرد. این آلبوم که توسط دومین تک آهنگ خود «من گناهان را می‌نویسم نه تراژدی‌ها را» محبوبیت پیدا کرده بود، در ایالات متحده گواهی پلاتین سه‌گانه گرفت. در سال ۲۰۰۶ برنت ویلسون از گروه اخراج شد و جان واکر جایگزین او شد.
آلبوم دوم این گروه به نام زیبا و عجیب (۲۰۰۸) با تحت تأثیر گرفتن از گروه‌های بیچ بویز و بیتلز ساخته شد که مقدمهٔ آن تک آهنگ «نه بعد از ظهر» بود. این آلبوم تفاوت قابل توجهی با آلبوم اول داشت. راس و واکر به دلیل تفاوت سلیقه با یوری در سبک گروه، مسیر خود را جدا کردند، و سپس گروه جدیدی را به نام یانگ وِینس تشکیل دادند. یوری و اسمیت تنها اعضای باقی مانده پنیک! ات د دیسکو شدند.
یوری و اسمیت در ادامه تک آهنگ «چشم‌انداز جدید» را برای فیلم بدن جنیفر منتشر کردند و دلن ویکز و ایان کرافورد را به عنوان بیسیست و گیتاریست برای اجرای زنده در تور استخدام کردند. ویکز بعدها در سال ۲۰۱۰ به عنوان عضو اصلی در گروه ماند.
یوری، اسمیت و ویکس چهارمین آلبوم استودیویی گروه را با نام خیلی عجیب برای زندگی، خیلی کمیاب برای مردن! (۲۰۱۳) ضبط و منتشر کردند. کمی بعد از انتشار آلبوم، اسمیت به دلیل مسائل مربوط به سلامتی و مواد مخدر به‌طور غیررسمی گروه را ترک کرد، یوری و ویکس به عنوان اعضای اصلی باقی ماندند. گیتاریست کنت هریس و درامر دن پاولوویچ به عنوان نوازندگان برای تور و اجرای زنده اضافه شدند.
در سال ۲۰۱۵، اسمیت به‌طور رسمی گروه را در شرایطی ترک کرد که از زمان رفتنش در سال ۲۰۱۳ با گروه اجرا زنده نکرده بود. در آوریل ۲۰۱۵، هللویا به عنوان اولین تک آهنگ از آلبوم پنجمِ پنیک! ات د دیسکو، مرگ یک مجرد (۲۰۱۶) منتشر شد. در طول سال‌های ۲۰۱۸–۲۰۱۵، ویکس فقط به عنوان عضو تور در گروه فعالیت می‌کرد و در آخر از گروه جدا شد؛ در نتیجه پس از آن یوری به عنوان تنها عضو اولیه گروه، پروژه پنیک! ات د دیسکو را ادامه داد.
در مارس ۲۰۱۸، پنیک! ات د دیسکو ترانه بگو آمین (شب شنبه‌ست)، تک آهنگ اصلی از ششمین آلبوم استودیویی خود به نام برای گناهکار دعا کنید (۲۰۱۸) را منتشر کرد. هفتمین آلبوم استودیویی پنیک! ات د دیسکو، زنده باد لاس ونجس نیز در ۱۹ اوت ۲۰۲۲ منتشر شد.
در ۲۴ ژانویه ۲۰۲۳، یوری فاش کرد که او و همسرش در انتظار یک فرزند هستند و برای تمرکز روی خانواده‌اش، پس از تور اروپایی آنها در ماه مارس، به فعالیت پنیک! ات د دیسکو پایان خواهد داد.

## ترانه‌شناسی
به عنوان گروه
- en:A Fever You Can't Sweat Out (۲۰۰۵)
- en:Pretty. Odd. (۲۰۰۸)
- en:Vices & Virtues (۲۰۱۱)
- en:Too Weird to Live, Too Rare to Die! (۲۰۱۳)

کار انفرادی
- en:Death of a Bachelor (۲۰۱۶)
- en:Pray for the Wicked (۲۰۱۸)
- en:Viva Las Vengeance (۲۰۲۲)

## جوایز و نامزدی‌ها

### جوایز گرمی
| سال  | عنوان                               | اثر نامزد شده           | نتیجه    | یاد.   |
| ---- | ----------------------------------- | ----------------------- | -------- | ------ |
| ۲۰۰۸ | بهترین بسته یا پکیج ویژه نسخه محدود | تبی که نمی‌توانی عرق کنی | نامزدشده | [ ۳۳ ] |
| ۲۰۰۹ | بهترین بسته یا پکیج ویژه نسخه محدود | زیبا و عجیب             | نامزدشده | [ ۳۳ ] |
| ۲۰۱۷ | بهترین آلبوم راک                    | مرگ یک مجرد             | نامزدشده | [ ۳۴ ] |

## واژه‌نامه
1. ↑  A Fever You Can't Sweat Out
2. ↑  I Write Sins Not Tragedies
3. ↑  .Pretty. Odd
4. ↑  The Young Veins
5. ↑  New Perspective
6. ↑  !Too Weird to Live, Too Rare to Die
7. ↑  Hallelujah
8. ↑  Death of a Bachelor
9. ↑  Say Amen (Saturday Night)
10. ↑  Pray for the Wicked
11. ↑  Viva Las Vengeance